# Ricardo Aguirre Martínez-Valdivieso
Ricardo de Aguirre Martínez-Valdivieso (Madrid; 25 de enero de 1876- Madrid, 24 de noviembre de 1936) fue un archivero español, facultativo del Cuerpo de Archiveros, Bibliotecarios y Arqueólogos.

## Biografía
Trabajó primero en el Archivo Histórico Nacional (1909-1916), y con posterioridad en el Museo Arqueológico Nacional, institución de la cual fue nombrado secretario el 5 de octubre de 1930. Fue detenido por la Guardia Nacional Republicana el 27 de septiembre de 1936, al comienzo de la Guerra Civil Española, y fusilado sumariamente dos meses después, a los pocos días de la incautación del monetario y el Tesoro de los Quimbayas en el antedicho museo.